# Notomulciber sexnotatus
Notomulciber sexnotatus är en skalbaggsart som beskrevs av Stefan von Breuning och De Jong 1941. Notomulciber sexnotatus ingår i släktet Notomulciber och familjen långhorningar. Inga underarter finns listade i Catalogue of Life.